# (I Can't Get No) Satisfaction
(I Can't Get No) Satisfaction és una cançó de la banda de rock anglesa The Rolling Stones creada l'any 1965, una composició de Mick Jagger i Keith Richards i produïda per Loog Oldham. La lletra tracta la frustració sexual i la comercialització i és una de les cançons més emblemàtiques del grup.
La cançó es va llançar com a senzill als Estats Units el juny de 1965 i també va ser presentada a la versió nord-americana de llur quart àlbum d'estudi, Out of Our Heads que va sortir el juliol. «Satisfaction» va ser un èxit, el primer número u als Estats Units. Al Regne Unit, només a les emissores de ràdio pirata la van emetre, perquè la lletra es considerava massa sexual per a una emissora pública. Més tard va esdevenir el quart número u al Regne Unit. Va caldre més de deu anys i la mort del dictador Franco, per que els Rolling Stones presentin aquesta cançó «decadent» per primera vegada a Barcelona el 1976.
La canço parlava de la rebel·lió d'una jove generació, o, si més no, a la insatisfacció amb les condicions de vida, morals i polítics en general però també la petita rebel·lió casolana contra el paternalisme i les necessitats no satisfetes i la mortificació.
Es recorda la versió en catala per Ramon Folch i Camarasa que va ser interpretada per Els Bonds.